# ۸۸۵ (خورشیدی)
۸۸۵ هشتصد و هشتاد و پنجمین سال هجری خورشیدی است.